# Ackoul
Ackoul est l'un des districts de la sous-préfecture de Guingan dans la préfecture Koundara, situé dans la région de Boké en république de Guinée.

## Géographie

### Démographie
- En 2014, le district comptait 1 080 habitants selon les RGPH 2014[1].